# Кольно (Конінський повіт)
Кольно (пол. Kolno) — село в Польщі, у гміні Ґоліна Конінського повіту Великопольського воєводства.
Населення — 106 осіб (2011).
У 1975-1998 роках село належало до Конінського воєводства.

## Демографія
Демографічна структура станом на 31 березня 2011 року:
|          | Загалом | Допрацездатний вік | Працездатний вік | Постпрацездатний вік |
| -------- | ------- | ------------------ | ---------------- | -------------------- |
| Чоловіки | 51      | 12                 | 34               | 5                    |
| Жінки    | 55      | 14                 | 32               | 9                    |
| Разом    | 106     | 26                 | 66               | 14                   |